# Ghiacciaio Baranowski
Il ghiacciaio Baranowski è un ghiacciaio situato sull'Isola di re Giorgio, nelle Isole Shetland Meridionali, a nord del termine della Penisola Antartica. Il ghiacciaio si trova in particolare nella parte occidentale della costa meridionale dell'isola, dove fluisce verso est, lungo il versante orientale del duomo Varsavia, scorrendo tra la morena Błaszyk, a nord, e la penisola Demay, a sud, fino a entrare nella baia dell'Ammiragliato.

## Storia
Il ghiacciaio Baranowski è stato mappato durante la spedizione francese in Antartide svoltasi dal 1908 al 1910 al comando di Jean-Baptiste Charcot, ed è stato così battezzato dai partecipanti a una spedizione polacca di ricerca antartica in onore di Stanisław Baranowski, un glaciologo polacco morto nel 1978 sull'isola di re Giorgio a seguito di un incidente occorso presso la stazione di ricerca Henryk Arctowski, dove si trovava in quanto membro della spedizione svoltasi nel 1977-78.